# هودكينسونيت
الهودكينسونيت (Hodgkinsonite) هو معدن سيليكات منغنيز الزنك النادر صيغته Zn2MnSiO4(OH)2. ويتبلور في نظام بلوري أحادي الميل وعادة مايكّون بلورات موشورية إبرية مشعة بألوان مختلفة ما بين الوردي، الأحمر - الأصفر، الأحمر الغامق. واكتشف معدن الهودكينسونيت في عام 1913 م من قِبل هـ.هـ.هودكينسون، وأعطي هذا الاسم في فرانكلين، نيو جيرسي، ويتواجد في هذه المنطقة فقط.

## وصلات خارجية
- http://franklin-sterlinghill.com/palache/hodgkinsonite.stm